# Criptea
Criptea (en grec antic κρυπτεία) era una prova de combat introduïda a Esparta se suposa que per les lleis de Licurg, de la que parlen diferents autors antics.
S'ha discutit quina era la seva missió essencial. Els èfors, segons Plutarc que cita l'autoritat d'Aristòtil, seleccionaven periòdicament (potser una vegada a l'any, però això no es diu expressament) a un grup de joves espartans als que enviaven en diverses direccions per tot el país amb la missió matar ilotes sense cap escrúpol, especialment a la nit, tants com en podien trobar. A més, alguna vegada, però no cada any, enviaven espartans armats amb dagues que potser també mataven de dia si els ilotes eren forts. Segons Plutarc això es feia perquè segurament els ilotes estaven sota una espècie de toc de queda durant la nit, i no podien sortir de casa seva. I s'atacava als més forts i valents per tal d'evitar insurreccions.
La criptea era considerada una espècie d'entrenament militar, tal com a Atenes feien amb els efebs, però sense aquesta vessant assassina. Alguns autors pensen que en realitat era una espècie de policia secreta, un cos creat per a mantenir controlats els ilotes i possiblement els periecs. Aquesta institució servia a més de controlar possibles insurreccions, per a familiaritzar els seus components en la lluita per sorpresa i cos a cos. Alguns autors consideraven la criptea com un ritu de pas.
Se sap que al menys en una ocasió, per ordre dels èfors es van matar dos mil ilotes, segons diu Tucídides, i encara que no es coneixen clarament les circumstàncies, podria haver estat obra dels participants a la criptea.